# Joachim Luetke
Joachim Luetke (1957) es un artista multimedia alemán nacido en la localidad de Lörrach.

## Obra
Es conocido principalmente por su trabajo gráfico para bandas como Arch Enemy, Dimmu Borgir, Kreator, Marilyn Manson, Meshuggah, Sopor Aeternus and the Ensemble of Shadows, Rage entre otras.
Su arte también ha sido publicado en forma de libro y su estilo ha sido comparado también con el trabajo de HR Giger.
Ha ilustrado también para la obra de ciencia ficción alemana Perry Rhodan, la cual es conocida por la crítica feroz a la realidad actual desde los años 60. La ilustración de La nave espacial Saturno de los Choolks de la edición n° 827 es su obra más conocida y es considerado uno de los mejores dibujos de corte de aquellos tiempos.

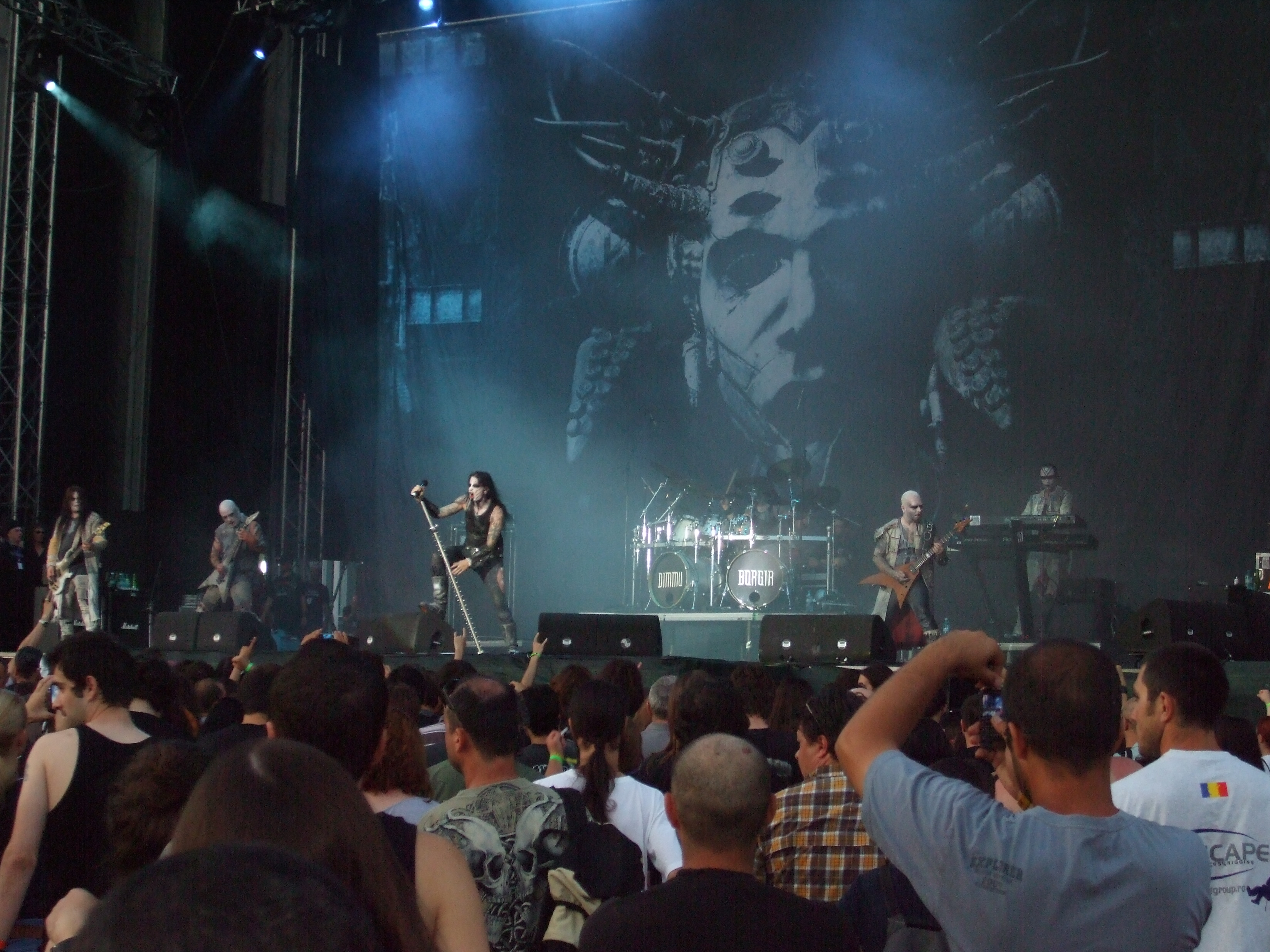
Diseño de portada del disco Abrahadabra de Dimmu Borgir como telón de fondo en el concierto de la misma banda.

## Formación artística
Luetke estudió diseño gráfico en Suiza a fin de los años setenta. Luego mejoró sus capacidades artísticas en la Academia de Bellas Artes de Viena, Austria.
Su maestro y también mentor fue el austriaco y realista fantástico Rudolf Hausner, quien fuera parte del grupo de fundadores de la Escuela del Realismo Fantástico de Viena. 

## Publicaciones
- Luetke, Joachim (2000). Posthuman - The Art of Joachim Luetke. Wien: Weitbrecht Verlag. pp. 128 pages. ISBN 978-3-522-71935-3.